# Natter (Schiff, 1884)
Die Natter war das vorletzte Schiff der Wespe-Klasse, einer Klasse von insgesamt elf Panzerkanonenbooten der Kaiserlichen Marine, die für die Verteidigung der deutschen Nord- und Ostseeküste konstruiert wurde.

## Bau und Dienstzeit
Die Natter wurde wie ihre Schwesterschiffe auch von der Bremer Werft AG Weser gebaut. Die Arbeiten am Schiff begannen im Jahr 1880, der Stapellauf erfolgte am 29. September selbigen Jahres. Der Neubau erhielt den Namen Natter, womit dieser nur wenige Wochen nach der Streichung des alten Dampfkanonenbootes Natter von 1860 erneut vergeben wurde.
Die Natter wurde erstmals am 15. Juni 1884 in Dienst gestellt, um den Platz der havarierten Biene in der Panzerkanonenboots-Flottille einzunehmen. Deren Besatzung wurde dazu nach Wilhelmshaven überführt. Die Natter verließ die Jade am 19. Juni und erreichte eine Woche später die Danziger Bucht, wo sich die Flottille aufhielt. Es folgte eine Beteiligung an den Übungen des Verbandes. Am 30. September wurde das Schiff in Kiel außer Dienst gestellt. Am 25. November wurde es der Marinestation der Ostsee zugeteilt.
Erst zehn Jahre später erfolgte ein weiterer kurzer Einsatz. Die Natter wurde der neu gebildeten Reserve-Division der Ostsee zugeteilt und nach Danzig verlegt. Dazu wurde sie vom 2. bis zum 12. Oktober 1894 in Dienst gestellt und lag anschließend als Beischiff der Division in Danzig.
Am 1. Mai 1895 wurde die Natter zum II. Stammschiff der Division und als solches in Dienst gestellt. Gemeinsam mit dem I. Stammschiff, der Mücke, nahm sie bis zum 19. September an Einzelübungen  und Manövern der Flotte teil, ebenso im Folgejahr vom 28. Mai bis zum 23. September. Auch 1897 erfolgte ein Einsatz zu Verbands- und Flottenmanövern, jedoch war diesmal die gesamte Division beteiligt, zu der noch Crocodill und Scorpion gehörten.
In den Jahren 1898 und 1899 führte die Natter mit der Mücke und nach deren Ablösung als I. Stammschiff der Division mit der Scorpion Übungen vor der ostpreußischen Küste durch und beteiligte sich jeweils an den Herbstmanövern der Flotte. Im Jahr 1900 folgte schließlich der letztmalige Einsatz des Schiffes. So war es am 16. Juni gemeinsam mit der Scorpion zur Eröffnung des Elbe-Trave-Kanals, die im Beisein von Kaiser Wilhelm II. stattfand, in Lübeck anwesend, um die Marine offiziell zu vertreten. Außerdem fand letztmals eine Beteiligung der Panzerkanonenboots-Division an den Herbstmanövern der Flotte statt. Eine Reaktivierung der Division schien durch die aufgrund des Boxeraufstands erfolgten Entsendung der Schiffe der Brandenburg-Klasse nach Ostasien notwendig, da zu wenige aktive Schiffe in der Heimat verblieben waren. Am 24. September wurden die Panzerkanonenboote jedoch wieder außer Dienst gestellt und blieben anschließend in der Reserve, so auch die Natter.

## Verbleib
Die Natter wurde am 18. März 1911 aus der Liste der Kriegsschiffe gestrichen. Bis 1924 diente sie unter der Bezeichnung Stromquelle I in Wilhelmshaven, anschließend in Kiel (ab 1928 wieder als Natter) als schwimmendes Kraftwerk.

## Kommandanten (Auswahl)
| 15. Juni bis 30. September 1884  | Kapitänleutnant Franz Wilm          |
| 02. bis 12. Oktober 1894         | Korvettenkapitän Rudolf Wittmer     |
| 01. Mai bis 19. September 1895   | Kapitänleutnant Maximilian von Spee |
| 28. Mai bis 23. September 1896   | Kapitänleutnant Friedrich Musculus  |
| 01. April bis 1. Oktober 1897    | Kapitänleutnant Max Hecht           |
| 01. April bis 30. Juli 1898      | Kapitänleutnant Gustav Kirchhoff    |
| 0Juli bis 27. September 1898     | Kapitänleutnant Otto Philipp        |
| 01. April bis Mai 1899           | Kapitänleutnant Alfons von Bentheim |
| 0Mai bis Juli 1899               | Kapitänleutnant Maximilian Rogge    |
| 0Juli bis 28. September 1899     | unbekannt                           |
| 03. April bis 24. September 1900 | Kapitänleutnant Maximilian Rogge    |